# Eemsmond Energie Project
Het Eemsmond Energie Project was een geplande elektriciteitscentrale in de Groningse Eemshaven. De centrale zou wonden gebouwd door het Zwitserse energieconcern Advanced Power en zou een vermogen van 1.200 MW krijgen. De centrale, die op gas zou gaan draaien,  zou volgens planning in 2015 voltooid moeten zijn. De gasturbines zouden van de H-klasse zijn  en worden geleverd door Siemens..
In 2013 makten het bedrijf achter die ideeën voor de centrale bekend dat ze de opties voor het land van de centrale niet te verlengen. De investering van 1.2 miljard euro niet verstandig zijn in toenmalige energiemarkt. 